# Pstruh obecný potoční
Pstruh obecný potoční (Salmo trutta morpha fario) je sladkovodní ryba z čeledi lososovitých, která je rozšířena prakticky v celé Evropě. V České a Slovenské republice se vyskytuje ve středních a horních úsecích toků, v horských potocích i ve velkých nadmořských výškách (ve Vysokých Tatrách až 1500 metrů nad mořem). Důležitými faktory pro jeho výskyt je zejména teplota vody, její čistota a obsah kyslíku ve vodě. Lze jej však nalézt i v úsecích řek pod přehradními nádržemi, kde nachází vhodné životní podmínky.

## Popis
Pstruzi mají vřetenovité, svalnaté tělo, které je ze stran mírně zploštěno. Má poměrně velkou klínovitou hlavu, s hluboce rozštěpenými a širokými ústy. Silné čelisti jsou opatřeny drobnými zuby. Má zaokrouhlené břišní i hřbetní ploutve, které jsou poměrně krátké. Pro pstruha je typická tuková ploutvička. Pstruh se v českých vodách vyskytuje v mnoha podobách. Na straně jedné se lze setkat s vysokým a krátkým tělem, na průřezu oválným či zploštělým, na druhé straně jsou jedinci s tělem protáhlým a nízkým, zpravidla však mají tvar mezi oběma uvedenými extrémy.
Hřbet bývá zbarven zelenohnědě, jindy žlutočerně, existují však i další barevné varianty. Břišní část bývá vždy světlejší, s odstíny do žluté či špinavě bílé. Na hřbetě, bocích i na hřbetní a tukové ploutvičce bývají červené skvrny, které jsou většinou na bocích světle olemovány. Někdy tyto skvrny mohou chybět, nebo mají jiný odstín. Tuková ploutvička je typickým znakem lososovitých ryb. Samci mají delší hlavu než samice, u starších jedinců se objevuje hákovité zahnutí spodní čelisti.

## Potrava

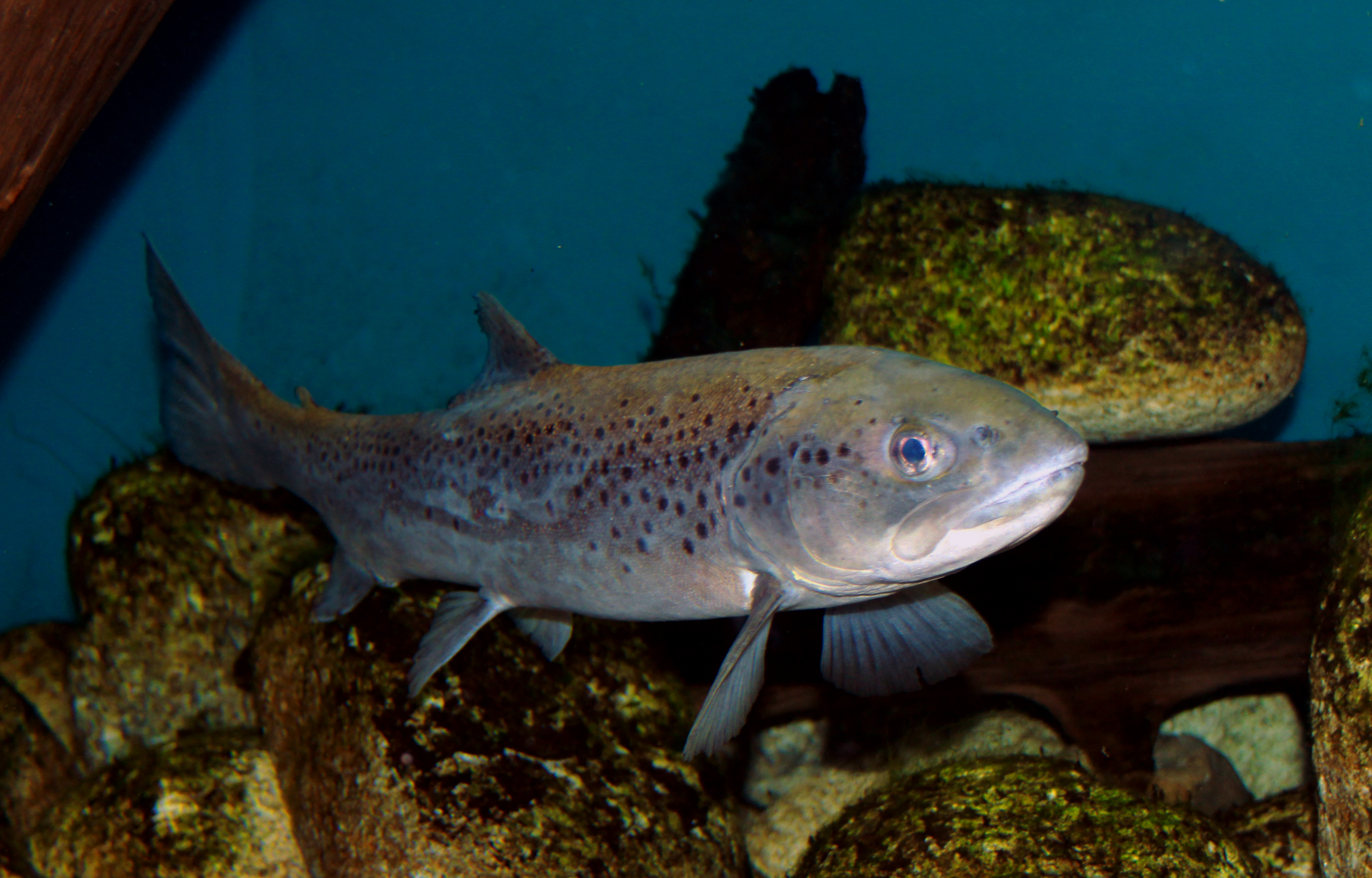
Na výstavě „Pod hladinou Vltavy“ v Praze

Pstruzi se živí zejména larvami vodního hmyzu, především chrostíků, jepic a pakomárů. Ale také náletovým suchozemským hmyzem. Větší jedinci se živí i menšími rybkami, obojživelníky i malými savci. Ve stojatých vodách činí složku jeho potravy i zooplankton.

## Rozmnožování a vývoj
Pstruzi v našich podmínkách dospívají mezi druhým a třetím rokem života. Relativní plodnost samic kolísá v intervalu 2000 – 3000 ks/kg, ale v málo úživných horských potocích je to méně. Jikry bývají žluté a relativně velké, mají průměr 4 až 6 milimetrů. Ke tření dochází v říjnu a listopadu a závisí především na teplotě vody v daném toku. Do trdlišť dlouze migrují, přičemž jsou schopni překonávat vysoké vodní překážky, jako jsou vodopády a jezy do výšky stupně až asi do 115 cm. Jako trdliště si vybírá místa s písčitým nebo štěrkovitým dnem, s pomaleji proudící vodou a hloubkou do 0,5 metru. Vytloukají břichem ve dně oválné jamky až 50 centimetrů dlouhé, do kterých v několika dávkách ukládají jikry, které samec oplodňuje. Během tření oba rodiče víří písek a drobný štěrk, který jikry překrývá. V přírodních podmínkách dochází k vylíhnutí plůdku v únoru až březnu.
Pstruh se ve volné přírodě dožívá obyčejně 3 až 20 let, pstruzi však běžně hynou v mladším věku. Délka života závisí mj. na teplotě vody a rychlosti růstu. Jeho růst je závislý na množství potravy v dané lokalitě, v málo úživných tocích dorůstá ve věku 5 let do velikosti okolo 20 centimetrů, v lepších podmínkách větších řek bez omezení až 50 centimetrů. lovná míra je 25 cm (ČRS, 2023).

## Zajímavost
Pstruh potoční je citlivý na znečištění vody, ve které žije. Jako hraniční hodnota, kterou není schopen již přežít, se uvádí koncentrace 0,025 až 0,075 mg anorganického hliníku v litru vody při pH 4,5 až 5,3.